# Bengt I. Samuelsson
Bengt Ingemar Samuelsson (sinh ngày 21 tháng 5 năm 1934) là một nhà hóa sinh người Thụy Điển, đã đoạt giải Nobel Sinh lý và Y khoa năm 1982.

## Cuộc đời và Sự nghiệp
Ông sinh tại Halmstad vùng tây nam Thụy Điển, là con của Anders và Kristina Samuelsson. Sau khi tốt nghiệp trung học, ông vào học ở đại học Lund vài năm rồi lên học ở Học viện Karolinska. Năm 1961, ông đậu bằng tiến sĩ y khoa ở đây, sau đó sang làm nghiên cứu sinh hậu tiến sĩ 1 năm ở phân khoa hóa học đại học Harvard (Hoa Kỳ).
Năm 1967, ông được bổ nhiệm làm giáo sư phụ tá ở Trường Thú y Hoàng gia tại Stockholm, ít năm sau ông trở thành giáo sư ở Học viện Karolinska. Từ 1978-1983 ông làm khoa trưởng phân khoa y học, rồi làm hiệu trưởng Học viện này từ 1983-1995. Năm 1981 ông được bầu vào Viện Hàn lâm Khoa học Hoàng gia Thụy Điển (Kungliga Vetenskapsakademien)
Thảo luận về vai trò của các prostaglandin trong cơ thể, Samuelsson giải thích rằng "Đó là một hệ kiểm soát các tế bào tham gia vào nhiều chức năng sinh học. Có các khả năng vô tận để vận dụng hệ thống này trong việc phát triển dược phẩm."
Ban đầu ông quan tâm nghiên cứu việc trao đổi chất cholesterol, chú trọng vào cơ chế phản ứng. Tiếp theo là công trình nghiên cứu cấu trúc các prostaglandin cùng với Sune Bergström. Ông quan tâm chủ yếu tới sự biến đổi các sản phẩm của các axít arachidonic. Điều này đã dẫn tới việc xác định các endoperoxit (tức Prostaglandine H2), thromboxane và leukotriene.
Nhóm của ông tập trung chủ yếu vào việc nghiên cứu các mặt hóa học, hóa sinh và sinh học của những hợp chất trên cùng chức năng của chúng trong hệ kiểm soát sinh học. Việc nghiên cứu này đã liên quan nhiều tới lãnh vực lâm sàng, đặc biệt trong chứng nghẽn mạch (thrombosis), viêm, và dị ứng.
Từ thời gian đó, lãnh vực này đã tăng tiến rất nhiều. Từ năm 1981 tới năm 1995 có khoảng 3.000 bài khảo cứu được xuất bản hàng năm đã công khai dùng từ ngữ "prostaglandin," hoặc các thuật ngữ liên quan như "prostacyclins," "leukotrienes," và "thromboxanes".

## Giải thưởng
- 1975 giải Louisa Gross Horwitz của Đại học Columbia (Hoa Kỳ) chung với Sune Bergström
- 1977 giải Albert Lasker cho nghiên cứu Y học cơ bản chung với Sune Bergström và John Robert Vane
- 1981 giải Rosenstiel
- 1982 giải Nobel Sinh lý và Y khoa chung với Sune Bergström và John Robert Vane cho các phát hiện về prostaglandin cùng các chất liên quan.

## Gia đình
Samuelsson kết hôn với Karin Bergstein hồi ông học ở Đại học Lund. Họ có một con trai và hai con gái.